# Коскинен, Яари
Я́ари А́нтеро Ко́скинен (фин. Jari Antero Koskinen; 11 июня 1960, Хаухо, Финляндия) — финский политический и государственный деятель. Член партии «Национальная коалиция». Депутат эдускунты (1996—2009), министр сельского и лесного хозяйства Финляндии (2002—2003, 2011—2014).

## Биография
Родился 11 июня 1960 года в Хаухо в Финляндии.
31 мая 2002 года назначен министром сельского и лесного хозяйства Финляндии в правительстве под руководством премьер-министра Пааво Липпонена. Правительство ушло в отставку 17 апреля 2003 года.
22 июня 2011 года назначен министром сельского и лесного хозяйства в правительстве под руководством премьер-министра Юрки Катайнена. Правительство ушло в отставку 24 июня 2014 года.

## Семья
С 1988 года женат на Минне Кристине Коскинен (Minna Kristiina Koskinen, урождённая — Тёрмя, Törmä). У пары двое детей: дочь — Аннина (Anniina, род. 1991) и сын Юхани (Juhani, род. 1993).